# Saxifraga culcitosa
Saxifraga culcitosa är en stenbräckeväxtart som beskrevs av Johannes Mattfeld. Saxifraga culcitosa ingår i Bräckesläktet som ingår i familjen stenbräckeväxter. Inga underarter finns listade i Catalogue of Life.